# Stormi
Stormi är en tätort (finska: taajama) i Sastamala stad (kommun) i landskapet Birkaland i Finland. Vid tätortsavgränsningen den 31 december 2021 hade Stormi 204 invånare och omfattade en landareal av 2,00 kvadratkilometer.